# Пасека (Харьковская область)
Пасека (укр. Пасіка) — село Студенокского сельского совета,
Изюмский район, Харьковская область.
Код КОАТУУ — 6322887502. Население по переписи 2001 года составляет 45 (22/23 м/ж) человек.

## Географическое положение
Хутор Пасека находится на правом берегу реки Северский Донец, выше по течению примыкает к селу Яремовка, ниже по течению на расстоянии в 5 км расположено село Богородичное (Донецкая область), на противоположном берегу — село Студенок.

## Происхождение названия
Единственно доступная версия — на цветущих заливных лугах поймы Северского Донца располагались панские и людские пасеки.

## Транспорт
- Автодорога Изюм — Сухая Каменка — Студенок — Святогорск районного значения, автобусное сообщение с г. Изюм, остановка — с Яремовка (2,5 км грунтовой дороги)

## Экология
- Наиболее экологически чистый район вдоль р. Северский Донец ниже г. Изюм.

## Объекты социальной сферы
- Магазин — с. Яремовка, 2,5 км

## Достопримечательности
- Пойменные частично заболоченные луга, озера и старицы реки Северский Донец, река Северский Донец с одной стороны и Донецкий кряж — с другой создают уникальную местность имеющую народное название «Веделыха» (Вэдэлыха) — река «выделывает» несколько петель между горами и лесом, в излучинах — красивые песчаные косы, места для купания и рыбной ловли, малодоступные из — за заболоченности поймы. Излюбленные места стоянок и ночевок при сплаве по Северскому Донцу. Следует отметить, что именно это место, а не расположенное ниже по течению Святогорье, было названо «Донецкой Швейцарией»
- Лысая Гора — доминирующая над местностью высота, поросшая лиственным лесом, у подножия которой Северский Донец подходит к Донецкому кряжу и далее течет вдоль гор. Ещё 20 лет назад вершина горы действительно была лысой, молодежь из расположенных на берегу палаточных лагерей «Романтик» и студенческого лагеря Краматорского Индустриального института устраивала там вечера авторской песни, встречи и слеты. В настоящее время — заросла кустарником и лещиной, труднодоступна.
- «Донецкий терренкур» — пешеходная тропа вдоль берега Северского Донца у подножия Донецкого кряжа от Лысой Горы до с. Богородичное. Получила название благодаря исключительной живописности, сравнимой с пятигорскими терренкурами.
- Раскопки на местах стоянки человека времен палеолита.